# A244/S
A244/S o A.244/S è un tipo di siluro leggero ASW, che può essere lanciato sia da navi di superficie che da mezzo aereo come l'elicottero, e individua il bersaglio mediante sensori acustici.
La sua ultima versione è A244/s mod.3, viene costruito dall'azienda italiana Leonardo (precedentemente WASS, poi confluita nel gruppo nel 2015).

## Operatori

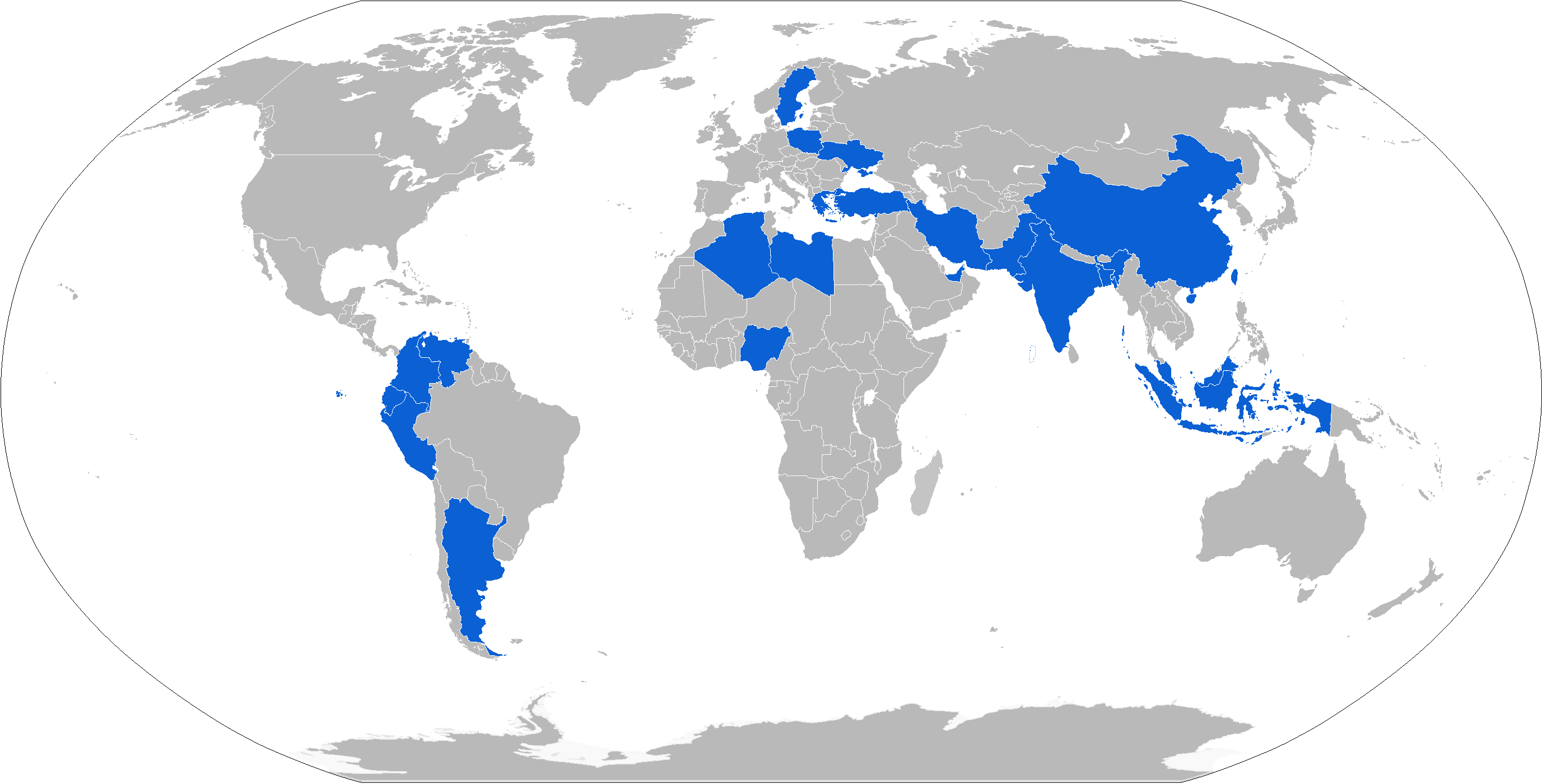
Mappa con gli operatori del A244-S in blu

### Correnti operatori
- Algeria - 25 ordinati nel 2011
- Argentina - 540
- Bangladesh
- Cile -
- Cina - 50 siluri ET52 (una versione dell'A244/s con alcune caratteristiche dell'Mk 46)
- Colombia - 50
- Ecuador - 72
- Grecia - 24
- India - 450 (NST58 un altro derivato)
- Indonesia - 88
- Iran - 12
- Libia - 12
- Malaysia - 75
- Nigeria - 18
- Pakistan - 12
- Perù - 72
- Polonia - 6 (di prova prima del MU-90)
- Singapore - 250 Mod.1; 100 Mod.3
- Svezia - 80
- Taiwan - 120
- Turchia - 50
- Ucraina - ordinati nel 2010 per le fragate Project-58250
- Emirati Arabi Uniti - 50 Mod.1 ordinati nell'aprile 1997 per 29,5 milioni di dollari; 24 + 25 ordinati nel 2005 per 12 milioni di Euro
- Venezuela - 150

## Progetto A-290
Partendo dal siluro A-244, era stato sviluppato il progetto di un nuovo siluro denominato Progetto A-290 che poi venne unificato ad un progetto francese dando vita allo sviluppo del siluro MU-90.